# Alert (Schiff, 2006)
Die Alert ist ein schnelles Eingreifschiff (englisch Rapid Intervention Vessel) des Trinity House. Das Präfix des Schiffsnamens ist THV und steht für Trinity House Vessel.

## Allgemeines
Die Alert wurde am 11. März 2004, zusammen mit beiden Mehrzweckschiffen NLV Pharos und THV Galatea, bei Remontowa in Danzig in Auftrag gegeben. Das Auftragsvolumen für die drei Schiffe betrug 38 Mio. Pfund Sterling. Der Neubau entstand auf der zu Remontowa gehörenden Nordwerft und lief dort am 11. Oktober 2005 vom Stapel. Einen Tag nach ihrer Ablieferung am 10. April 2006 startete die Alert ihre Überführungsfahrt nach Harwich, dem Hauptquartier des Trinity House. Das Schiff ist an der Südostküste Englands stationiert, um bei Schiffsunfällen im Ärmelkanal und der Straße von Dover unverzüglich reagieren zu können.

## Ausstattung
Die Alert ist vorrangig für die Wracksuche ausgerüstet. Mit einem Rumpfsonar, einem Seitensichtsonar und Echoloten kann ein gesunkenes Schiff oder verloren gegangene Ladung lokalisiert und vermessen werden. Zur anschließenden Bezeichnung der Unglücksstelle wird ständig eine Notfall-Wracktonne mitgeführt. Das Arbeitsdeck mit einem Schiffskran, die dynamische Positionierung, ein Schleppgeschirr und zusätzliche Unterkünfte für vier Personen machen das Schiff darüber hinaus universell einsetzbar, zum Beispiel als Tonnenleger oder Vermessungsschiff.
Angetrieben wird die Alert von zwei Caterpillar-Schiffsdieselmotoren, die mit jeweils 1492 kW Leistung auf zwei KaMeWa-Verstellpropeller wirken. Die Reisegeschwindigkeit beträgt 15 kn, maximal werden 17 kn erreicht.